# Akemi Noda
Pour les articles homonymes, voir Noda (homonymie).
Akemi Noda (野田 朱美, Noda Akemi), née le 13 octobre 1969, est une joueuse internationale de football japonaise.

## Biographie
Le 17 octobre 1984, elle fait ses débuts dans l'équipe nationale japonaise contre l'Italie. Elle participe à la Coupe du monde 1991, 1995 et Jeux olympiques d'été 1996. Elle compte 76 sélections et 24 buts en équipe nationale du Japon de 1984 à 1996.

## Statistiques
Le tableau ci-dessous présente les statistiques de Akemi Noda en équipe nationale
| Équipe du Japon | Équipe du Japon | Équipe du Japon |
| Année           | Matchs          | Buts            |
| --------------- | --------------- | --------------- |
| 1984            | 1               | 0               |
| 1985            | 0               | 0               |
| 1986            | 12              | 2               |
| 1987            | 4               | 0               |
| 1988            | 3               | 0               |
| 1989            | 7               | 1               |
| 1990            | 7               | 2               |
| 1991            | 13              | 7               |
| 1992            | 0               | 0               |
| 1993            | 4               | 0               |
| 1994            | 6               | 3               |
| 1995            | 9               | 8               |
| 1996            | 10              | 1               |
| Total           | 76              | 24              |

## Palmarès
- Finaliste de la Coupe d'Asie 1986, 1991, 1995
- Troisième de la Coupe d'Asie 1989, 1993